# Power Macintosh 7500
Le Power Macintosh 7500 inaugurait avec le Power Macintosh 7200 un nouveau boîtier, dans le style des Quadra 650. Doté d'un processeur PowerPC 601 à 100 MHz (moins rapide que le 604 des Power Macintosh 8500 et 9500), il constituait le milieu de la gamme Power Macintosh. Il intégrait des ports audio et vidéo. Une originalité importante le processeur se trouvait sur une carte fille, facilement changeable pour un processeur plus récent.
Il fut remplacé neuf mois plus tard par le Power Macintosh 7600 à base de PowerPC 604.

## Caractéristiques
- processeur : PowerPC 601 32 bit cadencé à 100 MHz
- bus système 64 bit cadencé à 50 MHz
- mémoire morte : 4 Mio
- mémoire vive : 8 Mio, extensible à 512 Mio (ou 1 Gio avec des barrettes plus récentes non supportées par Apple)
- mémoire cache de niveau 1 : 32 Kio
- mémoire cache de niveau 2 : optionnelle (jusqu'à 1 Mio)
- disque dur SCSI de 500 Mo ou 1 Go
- lecteur de disquette 1,44 Mo 3,5"
- lecteur CD-ROM 4x
- carte vidéo avec 2 Mio de mémoire vidéo (extensible à 4 Mio avec des modules de 1 Mio)
- résolutions supportées :
  - 512 × 384 en 24 bit
  - 640 × 480 en 24 bit
  - 800 × 600 en 24 bit
  - 832 × 624 en 24 bit
  - 1 024 × 768 en 16 bit (24 bit avec 4 Mio de mémoire vidéo)
  - 1 152 × 870 en 16 bit (24 bit avec 4 Mio de mémoire vidéo)
  - 1 280 × 1 024 en 8 bit (16 bit avec 4 Mio de mémoire vidéo)
- slots d'extension:
  - 3 slots d'extension PCI (dont un occupé par la carte vidéo)
  - 8 connecteurs mémoire de type DIMM 168 broches (vitesse minimale : 70 ns)
  - 2 emplacement VRAM libres
  - 1 emplacement 3,5" (pour disque dur) libre
- connectique :
  - 1 port SCSI DB-25
  - 2 ports série Mini Din-8 Geoports
  - 1 port ADB
  - port Ethernet AAUI et 10BASE-T
  - port vidéo : DB-15
  - sortie audio : stéréo 16 bit
  - entrée audio : stéréo 16 bit
  - entrées/sorties audio RCA
  - entrée S-Vidéo
  - entrée vidéo RCA Composite
- haut-parleur mono
- dimensions : 15,6 × 36,5 × 43,0 cm
- poids : 10,0 kg
- alimentation : 150 W
- systèmes supportés : Système 7.5.2 à Mac OS 9.1